# Miguel Arenas (músico)
Miguel Angel Velazquez Arenas es un músico, multinstrumentista, compositor, arreglista y productor de México.

## Biografía
Nacido en 1973 en la colonia Roma en México, Distrito Federal, inició sus estudios de guitarra a los 12 años en la escuela "Estudio de Arte Guitarristico AC.", en la colonia Nápoles y fue educado con las técnicas y métodos del guitarrista argentino Julio Salvador Sagreras (1879-1942) 
A sus 17 años trabajo como guitarrista en el Teatro Blanquita, Teatro Principal y Teatros de corte popular bajo la dirección del arreglista Cuco Valtierra. 
Asimismo ha participado como integrante en diversos grupos de rock y como músico de cesión para diferentes estudios de grabación en México.

## Estilo
Su estilo suele ser muy amplio, diverso y complejo, desde el Jazz, Rock Progresivo, Blues, Funk, pasando por el Son cubano, Bossa Nova, Rumba flamenca y la Guitarra clásica.     
Es reconocido mayormente por dominar diferentes técnicas en la guitarra con una gran calidad interpretativa

## Participaciones con Bandas
- La Fe (Guitarra principal) - (1996 - 1998)
- Culver (Guitarra principal) - (1998 - 2000)
- El sueño del alebrije (Guitarra principal) - (2002 - 2005)
- £ 1 3 N (Bajista) - (2007 - presente)
- Ink (Bajista) - (2008 - 2010)

## Proyecto de Jazz
Actualmente trabaja un proyecto de música instrumental con la colaboración de Jesus Bustamante denominado Los antiguos espíritus del mal.